# Großlobming
Großlobming is een plaats en voormalige gemeente in de Oostenrijkse deelstaat Stiermarken.

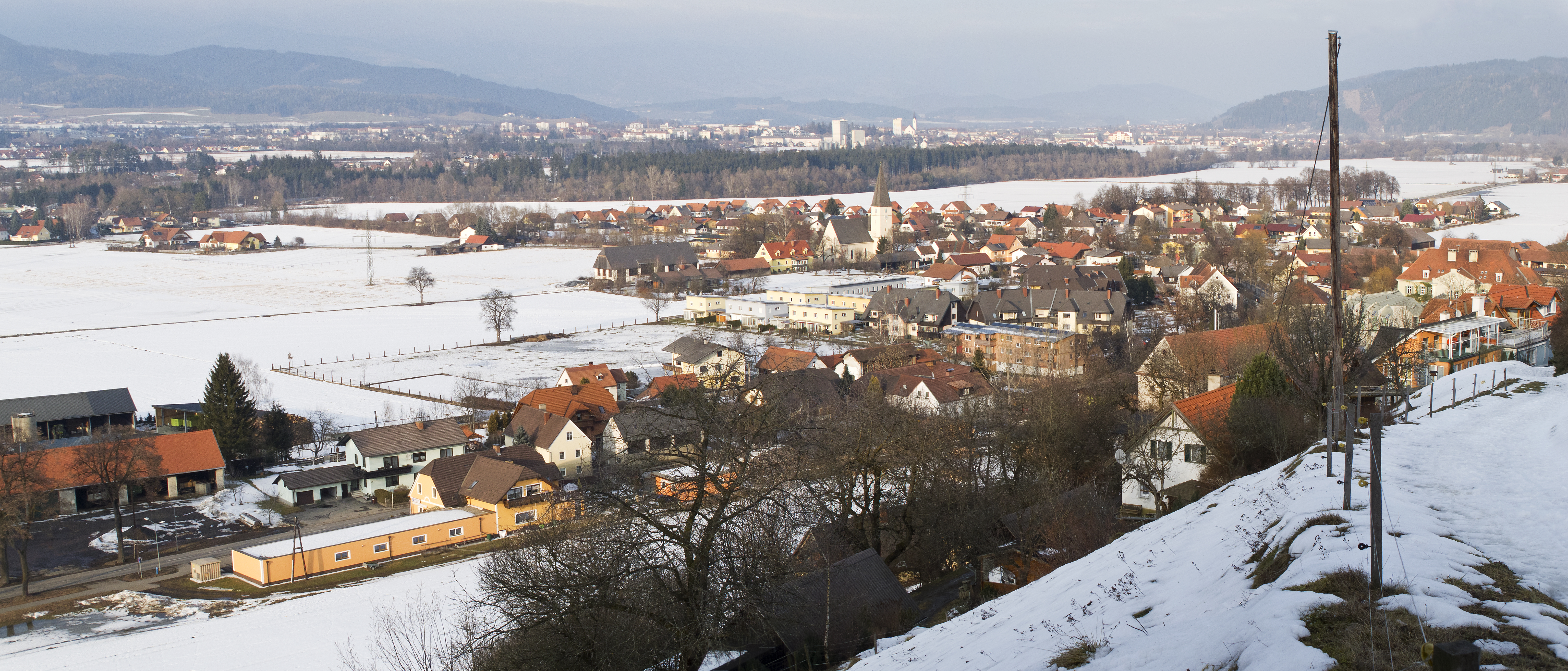
Panorama

Großlobming telt 1145 inwoners.

## Geschiedenis
Großlobming maakte deel uit van het district Knittelfeld tot dit op 1 januari 2013 fuseerde met het district Judenburg tot het huidige district Murtal. Op diezelfde dag fuseerden Großlobming en Kleinlobming. Deze gemeente heette aanvankelijk ook Großlobming maar nam op 1 januari 2016 de naam Lobmingtal aan.
- Gemeinsame Normdatei: 4086825-4